# Вярды
Вярды (чечен. Ваьрде) — село в Шатойском районе Чеченской Республики. Входит в Памятойское сельское поселение.

## География
Село расположено недалеко от правого берега реки Аргун, в 4 км к юго-востоку от районного центра Шатой.
Ближайшие населённые пункты: на севере — село Памятой, на востоке — село Урдюхой, на северо-востоке — сёло Сатти и Юкерч-Келой, на северо-западе — сёла Рядухой, Горгачи и Нихалой

## Население
| 2002 | 2010 |
| ---- | ---- |
| 180  | ↗512 |